# Natalia Mărășescu
Natalia Mărășescu, nata Andrei  (Căpreni, 3 ottobre 1952), è un'ex mezzofondista rumena.

## Palmarès

### Europei
- 2 medaglie:
  - 2 argenti (Praga 1978 nei 1500 m piani; Praga 1978 nei 3000 m piani)

### Europei indoor
- 4 medaglie:
  - 2 ori (Katowice 1975 nei 1500 m piani; Vienna 1979 nei 1500 m piani)
  - 2 argenti (Monaco di Baviera 1976 nei 1500 m piani; Milano 1978 nei 1500 m piani)

### Universiadi
- 4 medaglie:
  - 2 ori (Roma 1975 nei 3000 m piani e Città del Messico 1979 nei 1500 m piani)
  - 2 argenti (Roma 1975 e Sofia 1977 nei 1500 m piani)

## Altre competizioni internazionali
1977
- Bronzo in Coppa Europa ( Nizza), 1500 m piani - 4'05"08